# Fox (Oregon)
Fox az Amerikai Egyesült Államok északnyugati részén, Oregon állam Grant megyéjében elhelyezkedő önkormányzat nélküli település.
Nevét a Róka-patakról kapta. Az 1883 körül alapított posta 2002-ben zárt be.

## Éghajlat
A település éghajlata mediterrán (a Köppen-skála szerint Csb).

## Nevezetes személy
- Morris Graves, festő[4]

## Fordítás
- Ez a szócikk részben vagy egészben  a   Fox, Oregon című angol Wikipédia-szócikk ezen változatának fordításán alapul.  Az eredeti cikk szerkesztőit annak laptörténete sorolja fel. Ez a jelzés csupán a megfogalmazás eredetét és a szerzői jogokat jelzi, nem szolgál a cikkben szereplő információk forrásmegjelöléseként.